# Odera
Az Odera (lengyelül és csehül Odra, németül Oder, latinul Viadua, Viadrus) egy közép-európai folyó, Csehországon, Lengyelországon és Németországon folyik keresztül, majd két ágra szakadva ömlik a Szczecini-öbölnél a Balti-tengerbe. A második világháború vége óta  Lengyelország és Németország között határfolyó.

## Fontosabb mellékfolyói
A forrástól a torkolatig
- Bal oldalon:  Opava,  Psina,  Nysa Kłodzka,  Oława,  Ślęza,  Bystrzyca,  Kaczawa,  Zimnica, Bóbr,  Nysa Łużycka,  Welse,
- Jobb oldalon:  Olza,  Kłodnica,  Ruda,  Mała Panew,  Widawa,  Barycz,  Obrzyca,  Warta,  Ina

## Odera menti városok
- Ostrava (Csehország)
- Bohumín (Csehország)
- Racibórz
- Kędzierzyn-Koźle
- Krapkowice
- Opole
- Brzeg
- Oława
- Wrocław
- Głogów
- Nowa Sól
- Zielona Góra
- Krosno Odrzańskie
- Frankfurt (Oder)/Słubice
- Küstrin/Kostrzyn nad Odrą
- Gryfino
- Szczecin
- Police

## Képek

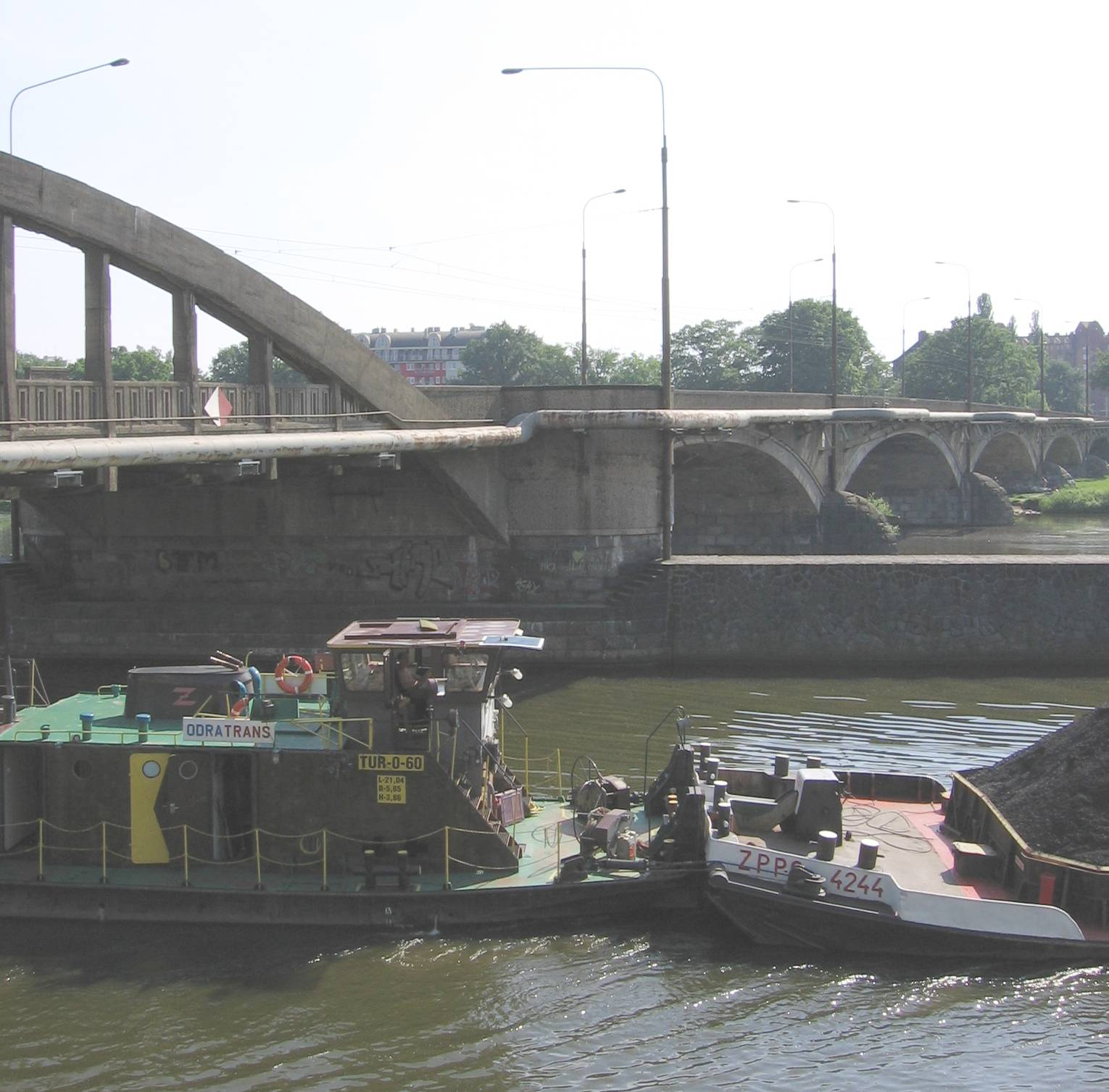
Wrocław, a Warszawskie hidak és szénszállítás uszályon
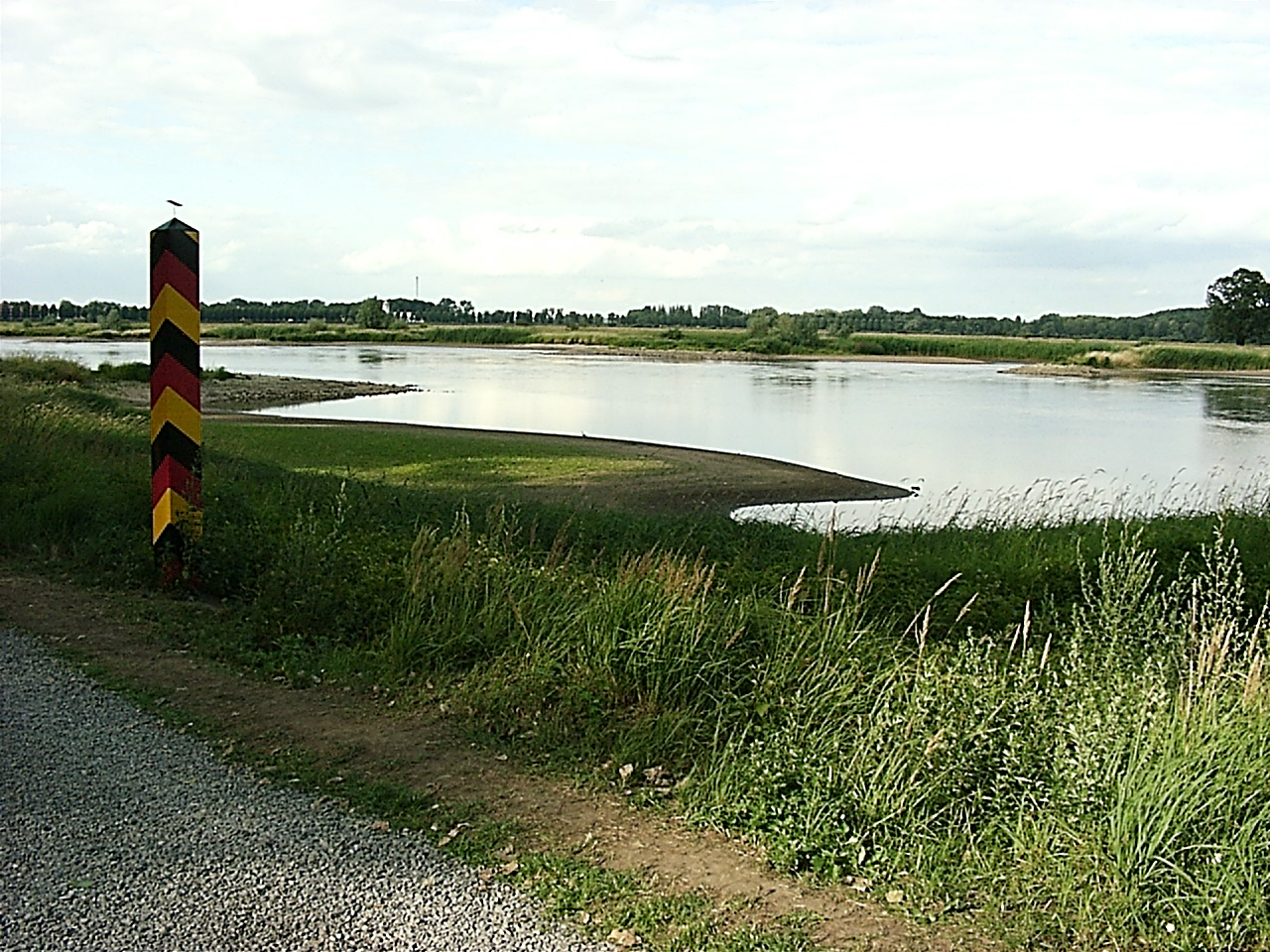
Az Odera Słubice közelében
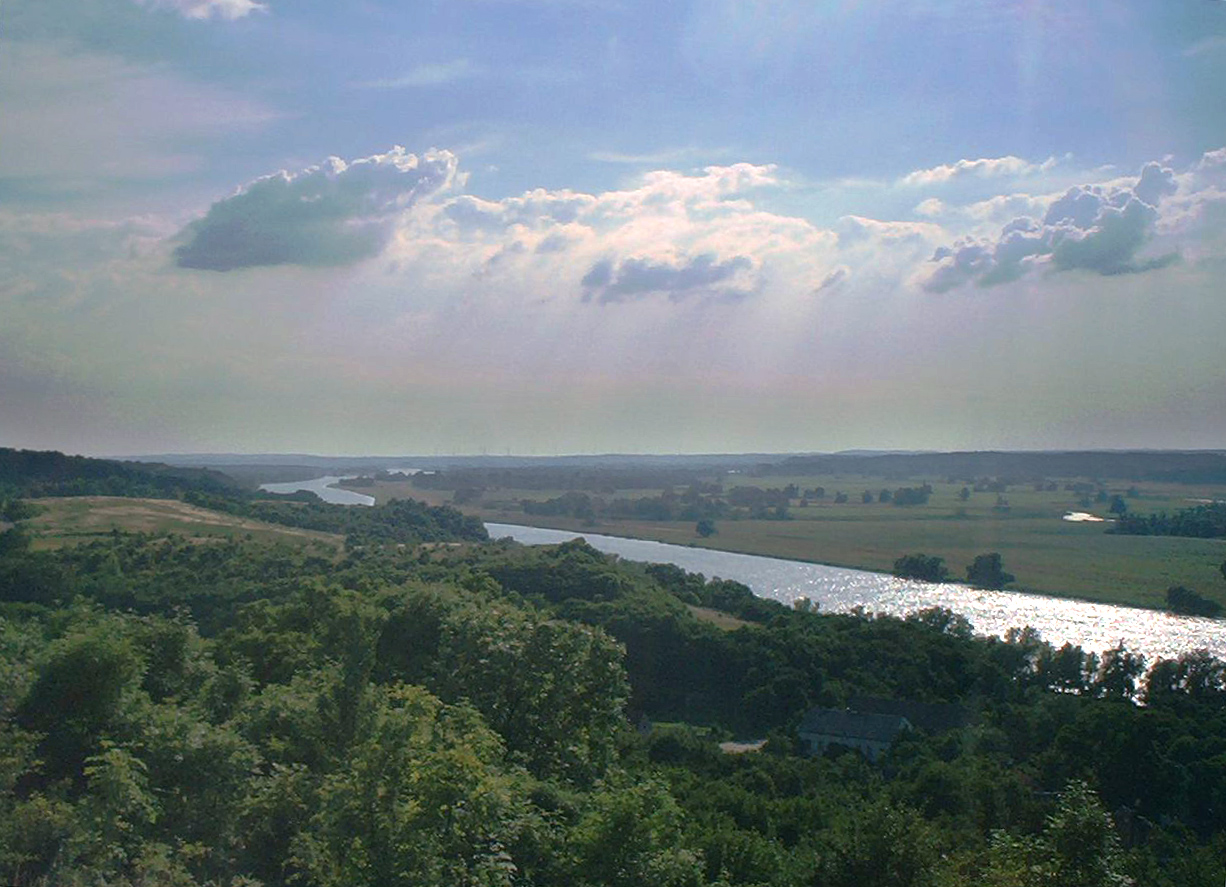
A határfolyó
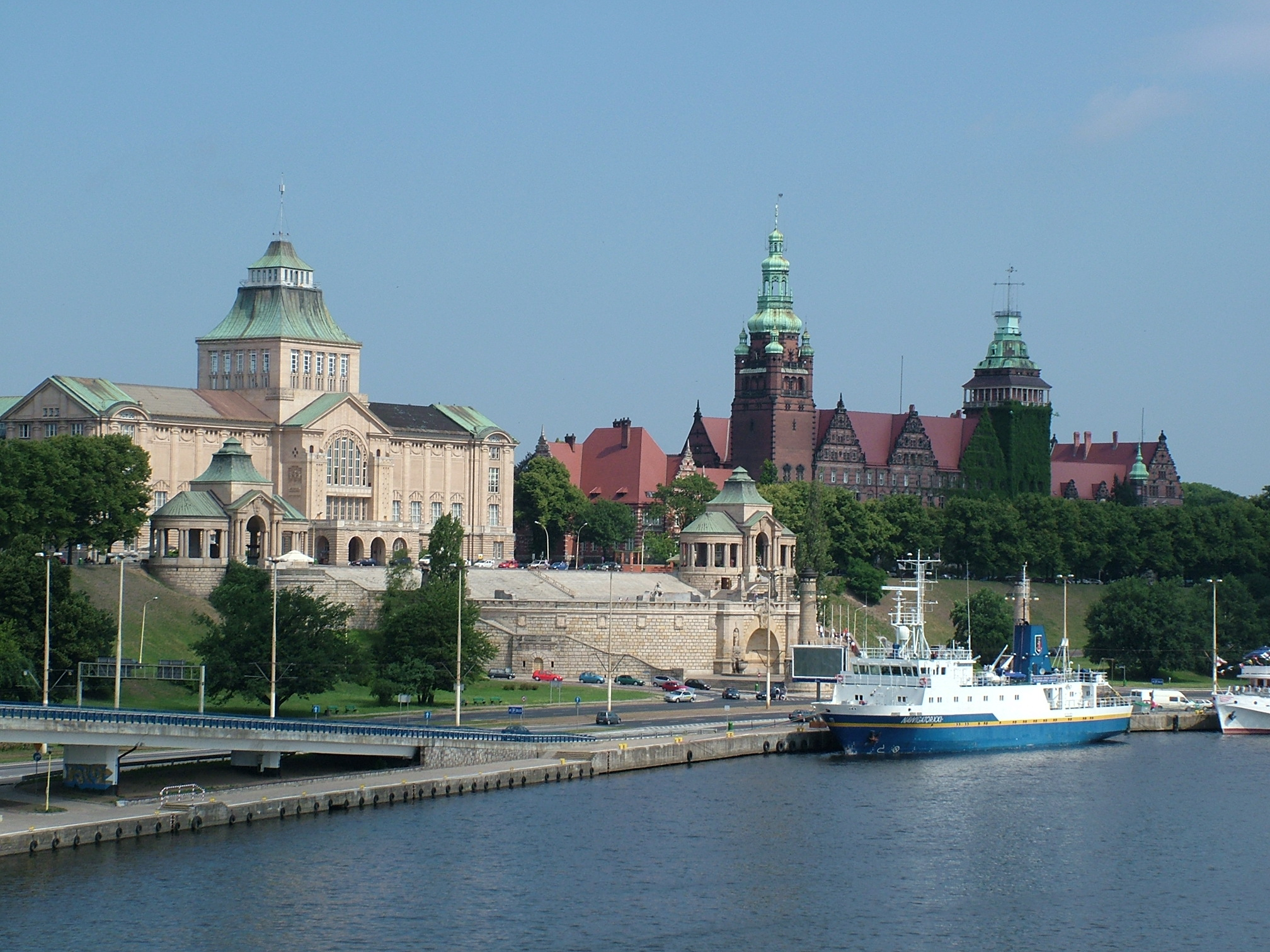
Szczecin